# Rinkovec
Rinkovec falu Horvátországban Varasd megyében. Közigazgatásilag Bednjához tartozik.

## Fekvése
Varasdtól 28 km-re délnyugatra, községközpontjától 3 km-re délkeletre a Bednja bal partján fekszik.

## Története
A trakostyáni uradalom részeként 1456-ig a család kihalásáig, a Cilleiek birtoka. Ezután Vitovec János horvát báné, majd Corvin Jánosé lett, aki Gyulay Jánosnak adta. A Gyulayak három nemzedéken át birtokolták, de 1566-ban kihaltak és a birtok a császárra szállt. I. Miksa császár szolgálataiért Draskovich György horvát bánnak adta és a 20. századig család birtoka.
A falunak 1857-ben 229, 1910-ben 477 lakosa volt. A trianoni békeszerződésig Varasd vármegye Ivaneci járáshoz tartozott. 2001-ben a falunak 101 háztartása és 318 lakosa volt. 

## Nevezetességei
Népi építészet.

## Külső hivatkozások
- Bednja község hivatalos oldala